# Big Buddha de Phuket
Big Buddha de Phuket, ou le Grand Bouddha de Phuket, est un temple bouddhiste avec une statue monumentale du Bouddha Maravijaya assis dans la province de Phuket en Thaïlande. 

## Présentation
Le nom officiel est Phra Phutta Ming Mongkol Akenakiri, raccourci en bouddha Ming Mongkol. Le Big Buddha est un temple bouddhiste situé au sommet de la colline de Nakkerd près de Chalong. Sa construction a débuté en 2004. La sculpture du bouddha, située à une altitude de 420 m, est haute de 45 mètres et large de 25,45 mètres est aujourd'hui terminée. Elle est recouverte de carreaux de marbre blanc. Cependant, des travaux sont en encore en cours dans le temple. Néanmoins, il reste ouvert à la visite. Il est proposé aux visiteurs de participer à l’effort financier de la construction en achetant des plaques de marbre qui serviront aux travaux. 
La statue représente le Bouddha historique faisant le mudra de la prise de la terre à témoin, aussi appelé victoire sur Māra. 
Le Big Buddha est consacré au roi Rama V, plusieurs sculptures de ce dernier sont érigées sur le site.
Le 23 août 2024, un glissement de terrain aux abords du Big Buddha entraîne la mort de 13 personnes et fait 19 blessés. Provoqué par des pluies diluviennes, le glissement de terrain aurait pour cause l'abattage massif d'arbres lors de l'érection de la statue, ainsi que la construction d'infrastructures hors des zones autorisées. Depuis l'accident, le site du Big Buddha est fermé au public.